# Палац Розумовського (Батурин)
Пала́ц ге́тьмана Кири́ла Розумо́вського — пам'ятка архітектури національного значення в місті Батурині Чернігівської області; частина палацово-паркового ансамблю; музей Національного історико-культурного заповідника «Гетьманська столиця».

## Історія

Батуринський палац, план 2-го поверху.

1669 року в Батурині з’явилася кам’яна будівля Генерального суду Лівобережної України.
Іван Мазепа в зеніті слави в 1700 році зводить тут мурований палац, де бували всі вершки козацького війська. Крім гетьманських палат у Малому й Великому місті, Батурин мав ще гетьманську резиденцію в передмісті Гончарівці, п’ять храмів, два кляштори, кілька млинів і школу.
З 1794 р. Кирило Розумовський постійно проживає в Батурині. Саме тоді він і замислює будівництво грандіозного палацово-паркового ансамблю.
Палац гетьмана Кирила Розумовського — видатна пам'ятка доби класицизму. В Україні — це єдина архітектурна споруда, зведена геніальним архітектором Чарльзом Камероном. Упродовж 1799—1803 рр. тут тривали масштабні будівельні роботи. Після смерті гетьмана, у 1803 році палац перейшов у власність його сина Андрія, який володів ним до своєї смерті (1836 р.). У 1824 році пожежа знищила майже всі інтер'єри споруди.
Питання подальшої долі гетьманського палацу порушив у 1908 р. на XIV Всеросійському Археологічному з'їзді в Чернігові Георгій Лукомський.
У 1909 р. Батурин відвідав правнук Кирила Розумовського Каміл Львович Розумовський, який виділив кошти на реставрацію палацу, де хотів створити Музей народного мистецтва.
З 1911 р. палац перейшов під опіку «Товариства захисту і збереження в Росії пам'ятників мистецтва і старовини», на замовлення якого архітектор Андрій Білогруд зробив обміри і численні фотографії палацу, а також підготував проєкт його відбудови. Розпочалися реставраційні роботи, що тривали до 1913 р. — було повністю відновлено покрівлю палацу.
Події Першої світової війни надовго відвернули увагу наукової спільноти від пам'ятки доби Гетьманщини.
У серпні 1923 р. будівля постраждала від сильної пожежі. На початку ХХ ст. розібрали один із флігелів. Під час Другої світової війни значних втрат зазнали фасадні стіни та архітектурно-декоративні елементи пам'ятки.
У другій половині ХХ ст. розібрали інший флігель та повністю знищили липовий парк. З палацово-парковго ансаблю до сьогодні збережено єдину центральну будівлю всього комплексу — палац. У ХХ ст. було здійснено кілька спроб відновлення палацу, які підтримали його стан, але жодна реставрація не була завершена.
У 2002 р. розроблено комплексну програму збереження пам'яток заповідника «Гетьманська столиця», реалізація якої розпочалася в 2003 р. Проєкт відбудови розробили фахівці інституту «УкрНДІпроектреставрація», роботи виконували спеціалісти корпорації «Укрреставрація». Замовником реставраційних робіт виступила Чернігівська обласна державна адміністрація.
У 2003—2008 рр. під егідою Президента України Віктора Ющенка та за благодійної участи українських меценатів палац Кирила Розумовського відреставрували.

## Флігелі
Дві прямокутні будівлі, розташовані по обидва боки від палацу. Розміри флігелів — 19×44 м. Посередині ширини кожного флігеля проходив довгий коридор шириною 2 м, що поділяв будівлі на дві симетричні половини. Кімнати обох половин флігеля розташовувалися симетрично. На торцях споруди коридори першого поверху закінчувалися вхідними дверима. Одразу поряд із вхідними дверима знаходилися приміщення зі сходами на другий поверх. Другий поверх також мав коридорне планування. У кожному із флігелів находилося по 20 жилих кімнат, які опалювалися кахляними печами.
Архітектурним формам флігелів палацово-паркового ансамблю притаманні стильові ознаки класицизму.

## Парк
Парк — складова палацово-паркового ансамблю, пам'ятка садово-паркового мистецтва місцевого значення. Відновлений у 2009 році.

## Музейна експозиція в палаці

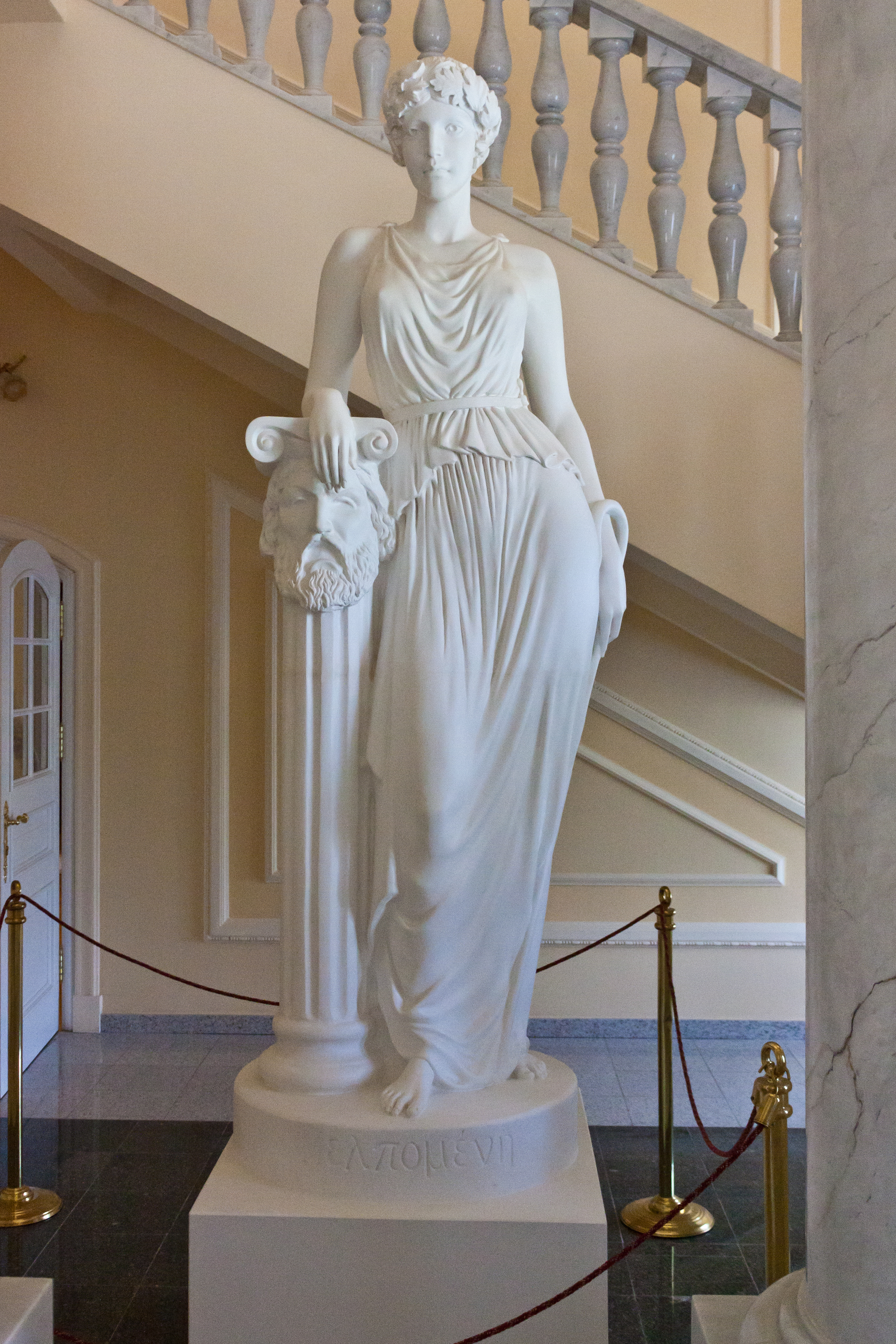
Мельпомена. Скульптор М. Гоза.

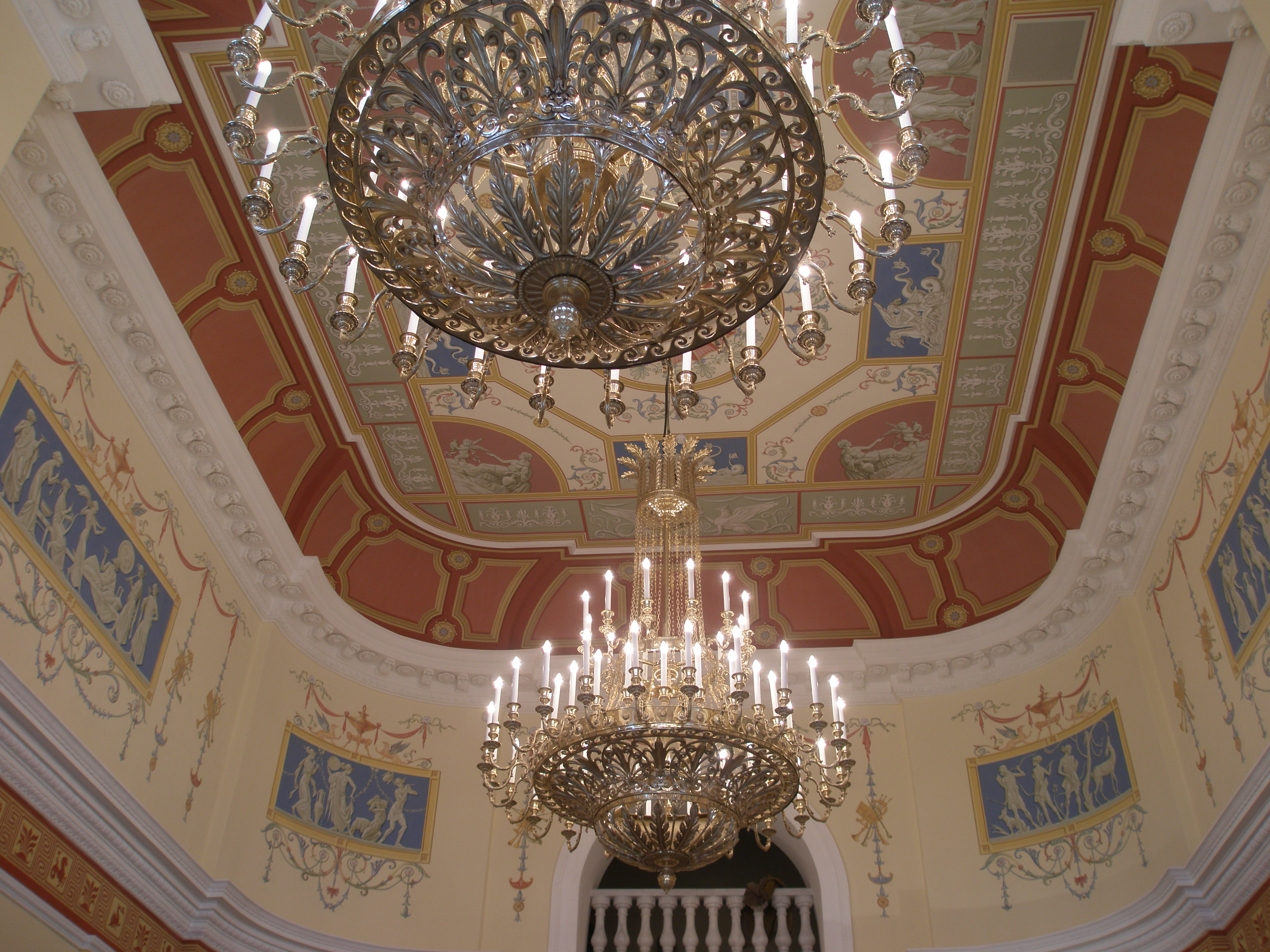
Антична зала палацу.

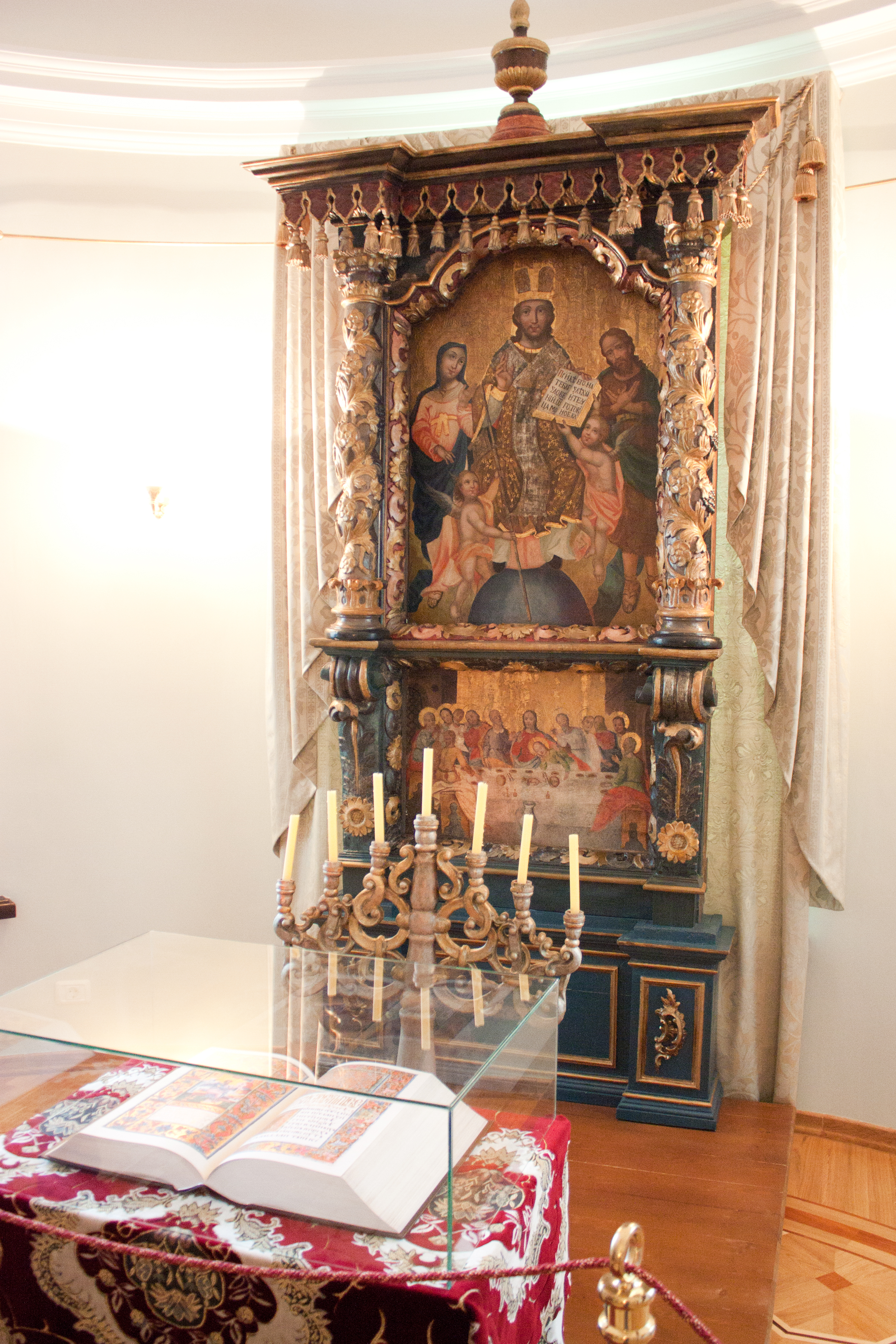
Іконостас домової церкви — каплиці Св. Варвари.

З 2009 р. тривала копітка робота над створенням у палаці музейної експозиції. 22 серпня 2009 р. палац гетьмана Кирила Розумовського урочисто відкрито Президентом України Віктором Ющенком.
Загальна площа палацу — 2 483 м², експозиційна — 1 065,3 м².
На першому поверсі розміщені виставкові зали, які репрезентують історію будівництва, руйнації та реставрації палацово-парковго ансаблю; життя та діяльність гетьмана Кирила Розумовського; сучасних нащадків гетьманського роду.
Інтер'єри другого поверху відновлені за аналогами збережених робіт Чарльза Камерона. У виставкових залах представлені керманичі доби Гетьманщини, життя та діяльність яких пов'язані з гетьманською столицею Батурином.
У залах палацу гетьмана Кирила Розумовського експонується низка оригінальних експонатів: меблі та предмети інтер'єру, картини, ікони XVIII—ХІХ ст.
Серед оригінальних експонатів, що належали гетьману Кирилу Розумовському і його родині, в експозиції представлено:
- палаш лейб-компанійський XVIII ст., який належав Кирилу Розумовському. Палаш зберігався в родині Розумовських у Відні. Подарований прямим нащадком гетьмана Грегором Розумовським у день урочистого відкриття палацу 22 серпня 2009 р.
- печатка суконної фабрики Кирила Розумовського. XVIII ст.
- фрагменти надгробного пам'ятника гетьмана Кирила Розумовського. Скульптор Іван Мартос. 1805 р[6].
- універсал гетьмана Кирила Розумовського про призначення сотником Переволочанським Стефана Лукомського. 9 жовтня 1763 р. Подарований прямим нащадком гетьмана Грегором Розумовським 8 квітня 2018 р.

З початком повномасштабного вторгнення (24 лютого 2022 р.) експонати першої хвилі евакуації з експозиції вилучені. 

## Щорічні події
- Щорічний Обласний фестиваль-конкурс молодих виконавців імені Андрія Розумовського.

Проходить 22 жовтня з нагоди дня народження сина гетьмана Андрія Розумовського з метою популяризації культурного надбання родини Розумовських як видатних історичних діячів та меценатів, залучення молоді до скарбниці національної спадщини засобами музичного мистецтва.
- Щорічний науково-просвітницький захід «На гостинах у Гетьмана»[8].

Проходить 18 березня з нагоди дня народження Кирила Розумовського.
- Щорічний конкурс РОЗУМфест[9].

Проходить у межах відзначення дня народження Кирила Розумовського 18 березня з метою виявлення обдарованих дітей та молоді, залучення їх до словесної творчості та мистецтва, формування творчої культури молодих українців, збереження пам'яті про видатного українського гетьмана Кирила Розумовського.